# Camponotus guayapa
Camponotus guayapa é uma espécie de inseto do gênero Camponotus, pertencente à família Formicidae.